# Sarah Lockwood Winchester

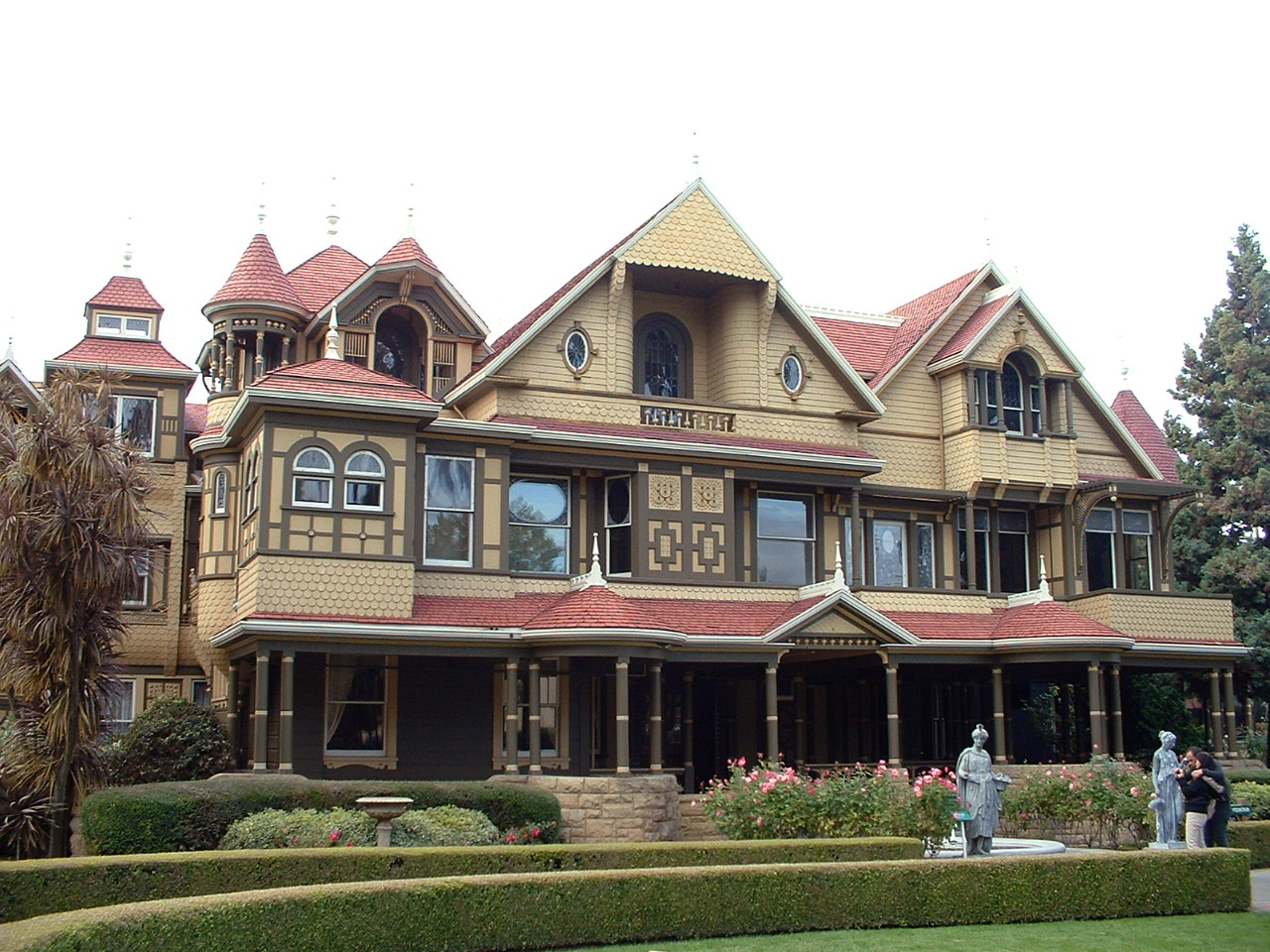
Dom pani Winchester

Sarah Lockwood Winchester z domu  Pardee (ur. 30 września 1839 w New Haven, zm. 5 września 1922) – wdowa po Williamie Winchesterze, dziedzicu fortuny Olivera Winchestera. Zafascynowana okultyzmem, wiele lat poświęciła budowie domu, który jak wierzyła, chronił ją przed duchami ludzi zabitych z karabinu Winchester.
Urodziła się w New Haven stanu Connecticut. Córka Sary W. Burns i Leonarda Pardee. Była żoną jedynego syna Olivera, prezesa Winchester Repeating Arms Company. Mieli jedno dziecko – Annie Pardee Winchester. Urodziła się 12 lipca 1866 r. Zmarła kilka tygodni później. Następna ciąża była niemożliwa z powodu bardzo silnej depresji pani Winchester. Teść zmarł 11 grudnia 1880, a mąż 7 marca 1881 r. na gruźlicę. Odziedziczyła ok. 50% udziałów w firmie, co oznaczało ok. 1000 ówczesnych dolarów dziennie (w przybliżeniu 26 000 współczesnych).
Prawdziwość historii o medium jest kwestionowana: Powszechnie uważa się, że szukała pocieszenia u spirytysty. Przekonał ją, że jej rodzina została przeklęta przez duchy. Nakazał wyjechać na zachód i zbudować dom, który miał ją chronić. Dopóki trwały prace, miała nigdy nie umrzeć.
W 1884 roku wyjechała do Kalifornii, gdzie kupiła ok. 0,7 km² ziemi. Wtedy nie znajdowała się w granicach San Jose, stolicy hrabstwa Santa Clara.
Prace zatrzymały się po śmierci pani Winchester. Została pochowana wraz z mężem i córką na Evergreen Cemetery w New Haven. Dom został sprzedany na aukcji, meble otrzymała Marian Marriot - jej siostrzenica. Część wyposażenia sprzedała. Dom jest dzisiaj jednym z historycznych rezerwatów stanowych.